# Ėduard Ivanov
Ėduard Georgievič Ivanov (in russo Эдуард Георгиевич Иванов?; Mosca, 25 aprile 1938 – Mosca, 15 gennaio 2012) è stato un hockeista su ghiaccio sovietico, dal 1991 russo.

## Palmarès

### Olimpiadi invernali
- 1 medaglia[1]:
  - 1 oro (Innsbruck 1964)